# Herman Raucher
Herman Raucher (Brooklyn, Nueva York, 13 de abril de 1928-Stamford, Connecticut, 28 de diciembre de 2023) fue un dramaturgo y guionista de cine y televisión estadounidense. Empezó su carrera durante la era dorada de la televisión y alcanzó el éxito con su obra autobiográfica Verano del 42 antes de retirarse en la década de 1980.